# Mesa de oferendas

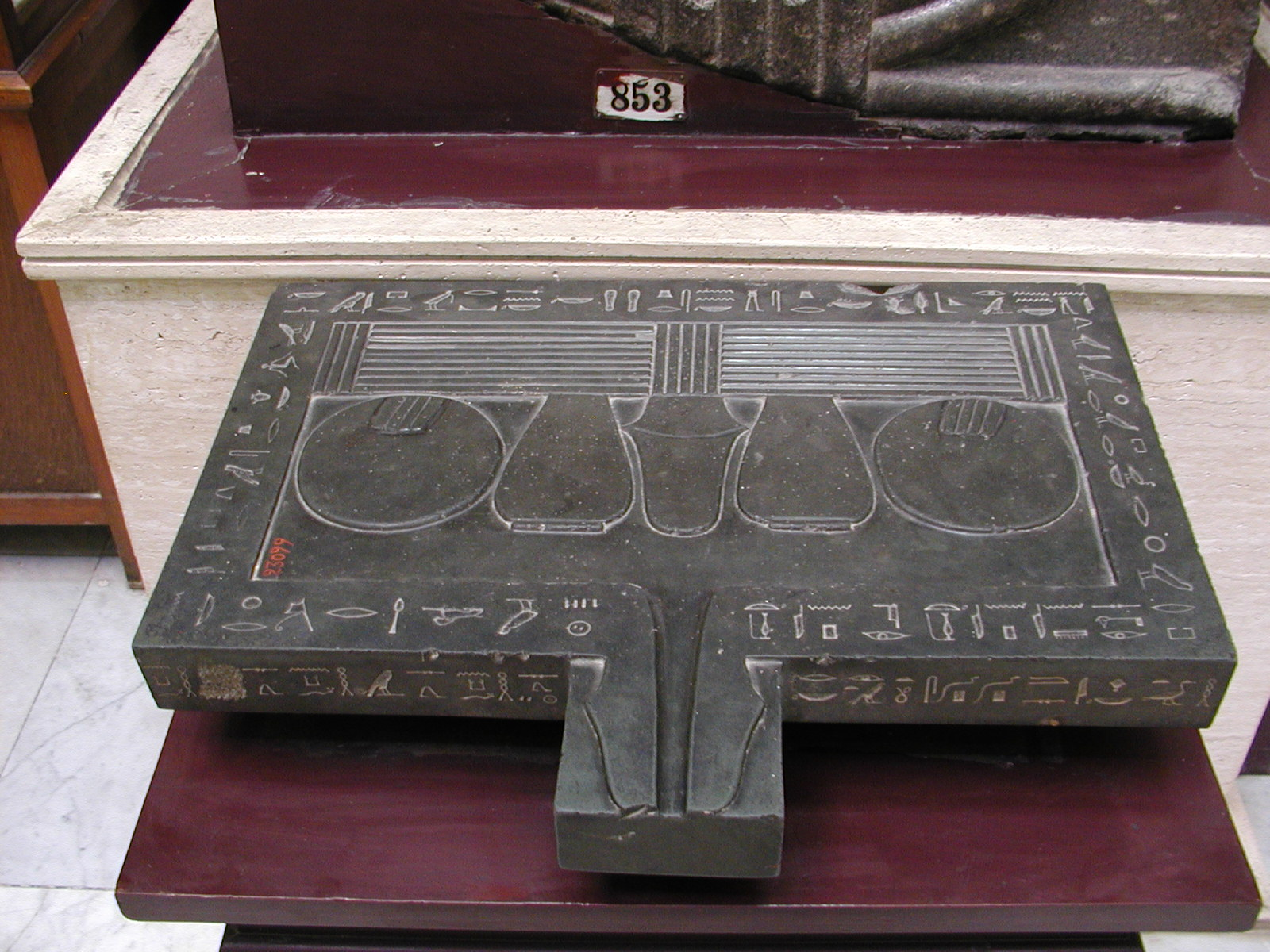
Mesa de oferendas

Uma mesa de oferendas era na civilização do Antigo Egipto um objecto destinado a fornecer aos mortos a sua alimentação no Além. Apresentam geralmente a forma de um bloco rectangular feito de pedra e eram colocadas nas capelas funerárias existentes nos túmulos, próximo da porta falsa.
Os alimentos poderiam ser colocados fisicamente sobre esta mesa ou serem gravados ou pintados na parte superior da mesma. Neste último caso era apenas necessário que o defunto evocasse esses alimentos para que estes se materializassem.
As mesas de oferenda possuem em muitos casos o nome e títulos dos seus proprietários e podem ter o hieróglifo de hotep gravado, o que significa oferenda.